# Lunegarde
 Lunegarde  es una comuna y población de Francia, en la región de Mediodía-Pirineos, departamento de Lot, en el distrito de Gourdon y cantón de Labastide-Murat.
Su población en el censo de 1999 era de 73 habitantes.
Está integrada en la Communauté de communes du Causse de Labastide-Murat .

## Demografía
| 77 | 81 | 72 | 63 | 64 | 73 |
| Para los censos de 1962 a 1999 la población legal corresponde a la población sin duplicidades (Fuente: INSEE [Consultar]) |    |    |    |    |    |